# زوهاي

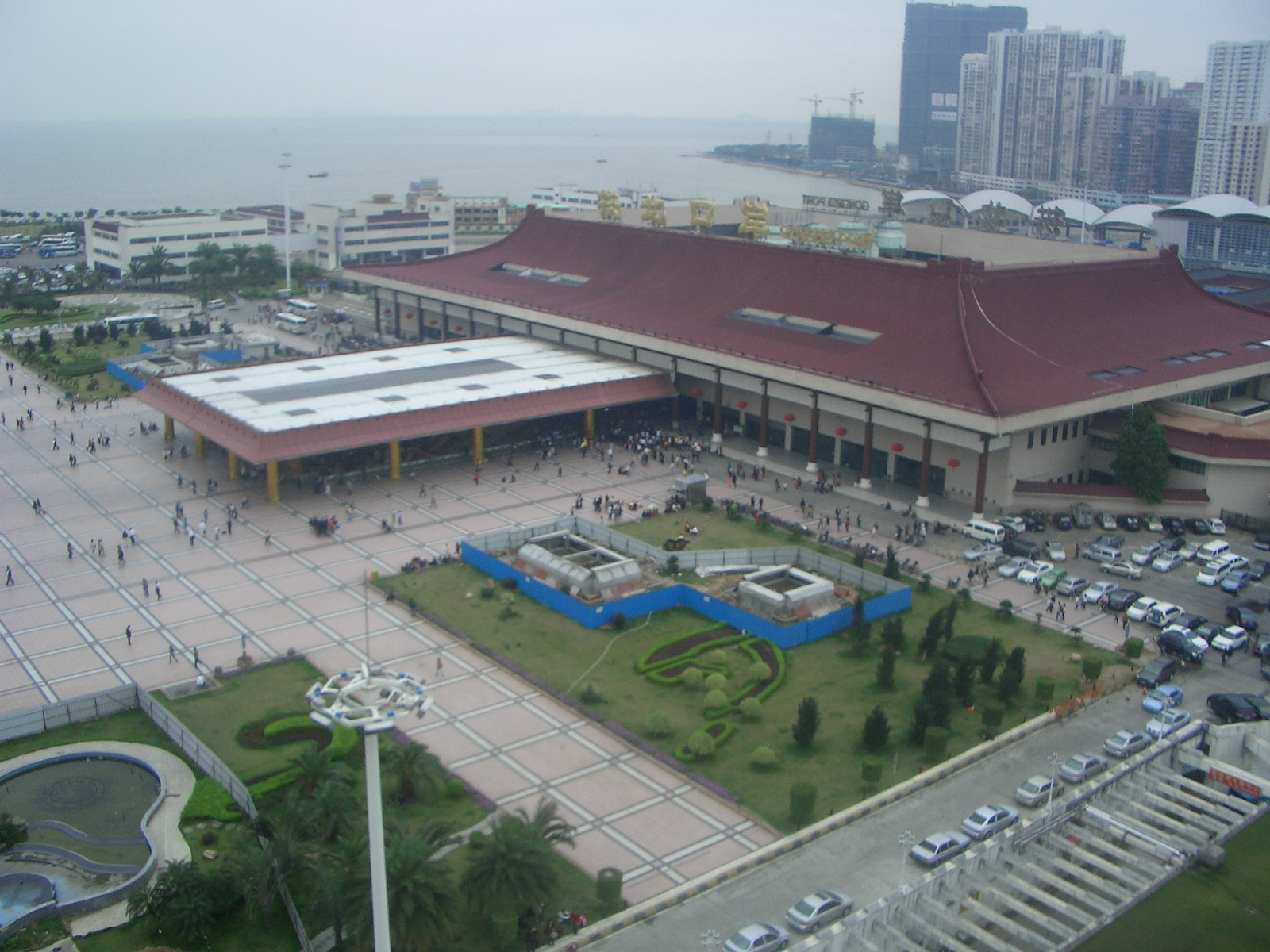
ميناء زوهاي

زوهاي أو جُوهاي (بالصينية: 珠海  و بالإنجليزية: Zhuhai) هي مدينة تقع على الساحل الجنوبي من مقاطعة قوانغدونغ في الصين. تقع في دلتا نهر اللؤلؤ، تحد زوهاي جيانغمن إلى الشمال الغربي، وتشونغشان إلى الشمال، وماكاو إلى الجنوب. زوهاي واحدة من المناطق الأقتصادية الخاصة التي أُنشئت في ثمانينيات القرن العشرين. زوهاى هي أيضا واحدة من الوجهات السياحية الرائدة في الصين، يطلق عليها ريفيرا الصين. سكان المدينة معظمهم من المهاجرين المتحدثين بالمندارينية.
وفقا لتقرير صدر في عام 2014 من قبل الأكاديمية الصينية للعلوم الاجتماعية، زوهاي هي المدينة الأكثر ملائمة للعيش في الصين. .

## الموقع الجغرافي
مدينة زوهاي متاخمة لمنطقة ماكاو الإدارية الخاصة (الشمال والغرب)، و 140 كيلومترا (87 ميلا) إلى الجنوب الغربي من مدينة قوانغتشو. وتضم أراضيها 146 جزيرة ويبلغ طول سواحلها 690 كيلومترا (429 ميلا).
الجزر التابعة لمدينة زوهاي تشمل عدد من الجزر القريبة من الشاطئ، والتي غالبا ما ترتبط بالبر الرئيسى عن طريق جسور أو معابر (مثل جزر
هينك كين وكي ياو وييلي) , وتشمل كذلك على بعض الجزر في المياه المفتوحة لبحر الصين الجنوبي (مثل أرخبيل وان شان) بعض من هذه الأخيرة هي في الواقع أقرب جغرافيا إلى هونغ كونغ من البر الرئيسى لزوهاي.
تتمتع زوهاي بمناخ شبه استوائي رطب متأثر بالرياح الموسمية الشرق أسيوية (تصنيف كوبن ) ومعتدل بتأثير بحر الصين الجنوبي، مع صيف طويل حار ورطب مع عواصف رعدية متكررة، وشتاء قصير، معتدل وجاف. متوسط ارتفاع في يناير (كانون الثاني) ويوليو (تموز) هي 18 و 32 درجة مئوية (64 و 90 °F) على التوالي. لذلك لا تشهد تساقط ثلوج أبدا ولم يتم ابدا تسجيل موجات صقيع في وسط المدينة. ومن جهة أخرى، لا تتعرض لموجات الحرارة الشديدة كما يحدث في عمق الأراضي الصينية.
| البيانات المناخية لـماكاو (1981–2010,1901–2013)     | البيانات المناخية لـماكاو (1981–2010,1901–2013) | البيانات المناخية لـماكاو (1981–2010,1901–2013) | البيانات المناخية لـماكاو (1981–2010,1901–2013) | البيانات المناخية لـماكاو (1981–2010,1901–2013) | البيانات المناخية لـماكاو (1981–2010,1901–2013) | البيانات المناخية لـماكاو (1981–2010,1901–2013) | البيانات المناخية لـماكاو (1981–2010,1901–2013) | البيانات المناخية لـماكاو (1981–2010,1901–2013) | البيانات المناخية لـماكاو (1981–2010,1901–2013) | البيانات المناخية لـماكاو (1981–2010,1901–2013) | البيانات المناخية لـماكاو (1981–2010,1901–2013) | البيانات المناخية لـماكاو (1981–2010,1901–2013) | البيانات المناخية لـماكاو (1981–2010,1901–2013) |
| الشهر                                               | يناير                                           | فبراير                                          | مارس                                            | أبريل                                           | مايو                                            | يونيو                                           | يوليو                                           | أغسطس                                           | سبتمبر                                          | أكتوبر                                          | نوفمبر                                          | ديسمبر                                          | المعدل السنوي                                   |
| --------------------------------------------------- | ----------------------------------------------- | ----------------------------------------------- | ----------------------------------------------- | ----------------------------------------------- | ----------------------------------------------- | ----------------------------------------------- | ----------------------------------------------- | ----------------------------------------------- | ----------------------------------------------- | ----------------------------------------------- | ----------------------------------------------- | ----------------------------------------------- | ----------------------------------------------- |
| الدرجة القصوى °م (°ف)                               | 29.1 (84.4)                                     | 30.2 (86.4)                                     | 31.5 (88.7)                                     | 35.3 (95.5)                                     | 37.5 (99.5)                                     | 36.9 (98.4)                                     | 38.9 (102.0)                                    | 38.5 (101.3)                                    | 38.1 (100.6)                                    | 36.0 (96.8)                                     | 34.2 (93.6)                                     | 30.0 (86.0)                                     | 38.9 (102.0)                                    |
| متوسط درجة الحرارة الكبرى °م (°ف)                   | 18.2 (64.8)                                     | 18.5 (65.3)                                     | 21.0 (69.8)                                     | 24.7 (76.5)                                     | 28.4 (83.1)                                     | 30.3 (86.5)                                     | 31.6 (88.9)                                     | 31.5 (88.7)                                     | 30.4 (86.7)                                     | 28.1 (82.6)                                     | 24.1 (75.4)                                     | 20.1 (68.2)                                     | 25.6 (78.1)                                     |
| المتوسط اليومي °م (°ف)                              | 15.1 (59.2)                                     | 15.8 (60.4)                                     | 18.3 (64.9)                                     | 22.1 (71.8)                                     | 25.6 (78.1)                                     | 27.6 (81.7)                                     | 28.6 (83.5)                                     | 28.4 (83.1)                                     | 27.4 (81.3)                                     | 25.0 (77.0)                                     | 20.9 (69.6)                                     | 16.8 (62.2)                                     | 22.6 (72.7)                                     |
| متوسط درجة الحرارة الصغرى °م (°ف)                   | 12.5 (54.5)                                     | 13.6 (56.5)                                     | 16.2 (61.2)                                     | 20.2 (68.4)                                     | 23.6 (74.5)                                     | 25.6 (78.1)                                     | 26.2 (79.2)                                     | 26.1 (79.0)                                     | 25.1 (77.2)                                     | 22.6 (72.7)                                     | 18.3 (64.9)                                     | 14.0 (57.2)                                     | 20.3 (68.5)                                     |
| أدنى درجة حرارة °م (°ف)                             | −1.8 (28.8)                                     | 0.4 (32.7)                                      | 3.2 (37.8)                                      | 8.5 (47.3)                                      | 13.8 (56.8)                                     | 18.5 (65.3)                                     | 19.3 (66.7)                                     | 19.0 (66.2)                                     | 13.2 (55.8)                                     | 9.5 (49.1)                                      | 5.0 (41.0)                                      | 0.0 (32.0)                                      | −1.8 (28.8)                                     |
| الهطول مم (إنش)                                     | 26.5 (1.04)                                     | 59.5 (2.34)                                     | 89.3 (3.52)                                     | 195.2 (7.69)                                    | 311.1 (12.25)                                   | 363.8 (14.32)                                   | 297.4 (11.71)                                   | 343.1 (13.51)                                   | 219.5 (8.64)                                    | 79.0 (3.11)                                     | 43.7 (1.72)                                     | 30.2 (1.19)                                     | 2٬058٫1 (81.03)                                 |
| متوسط أيام هطول الأمطار                             | 5.5                                             | 9.9                                             | 11.7                                            | 12.0                                            | 13.9                                            | 17.7                                            | 16.0                                            | 16.0                                            | 12.3                                            | 6.1                                             | 4.6                                             | 4.5                                             | 130.2                                           |
| متوسط الرطوبة النسبية (%)                           | 73.8                                            | 81.0                                            | 84.5                                            | 86.1                                            | 84.4                                            | 84.0                                            | 81.8                                            | 81.4                                            | 77.9                                            | 72.4                                            | 70.2                                            | 68.5                                            | 78.8                                            |
| ساعات سطوع الشمس الشهرية                            | 127.4                                           | 79.4                                            | 71.5                                            | 85.3                                            | 136.4                                           | 155.3                                           | 223.2                                           | 195.4                                           | 176.5                                           | 192.3                                           | 172.2                                           | 159.1                                           | 1٬773٫9                                         |
| المصدر: مكتب الارصاد الجوية والجيوفيزيائية في ماكاو |                                                 |                                                 |                                                 |                                                 |                                                 |                                                 |                                                 |                                                 |                                                 |                                                 |                                                 |                                                 |                                                 |

## معرض صور

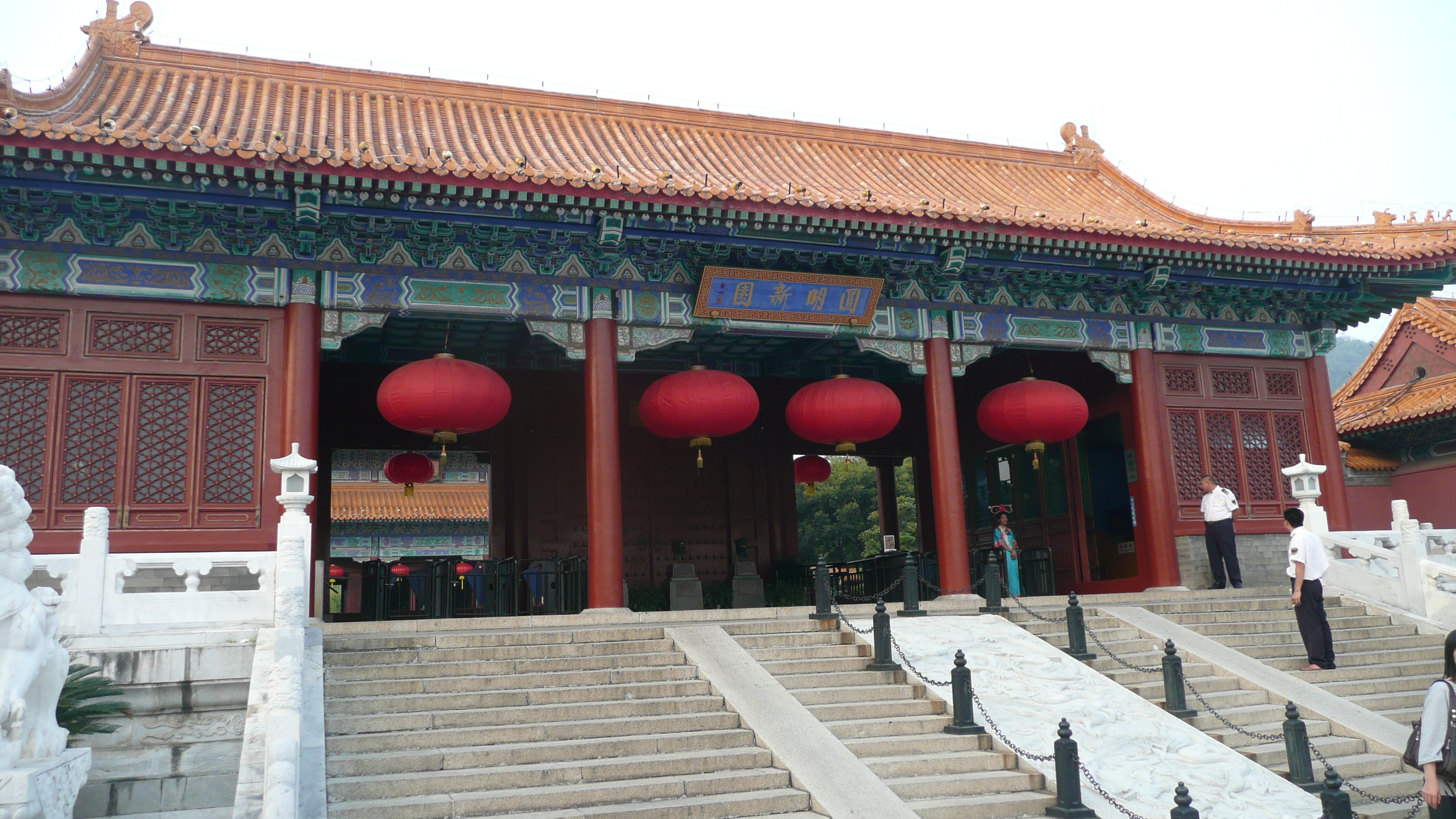
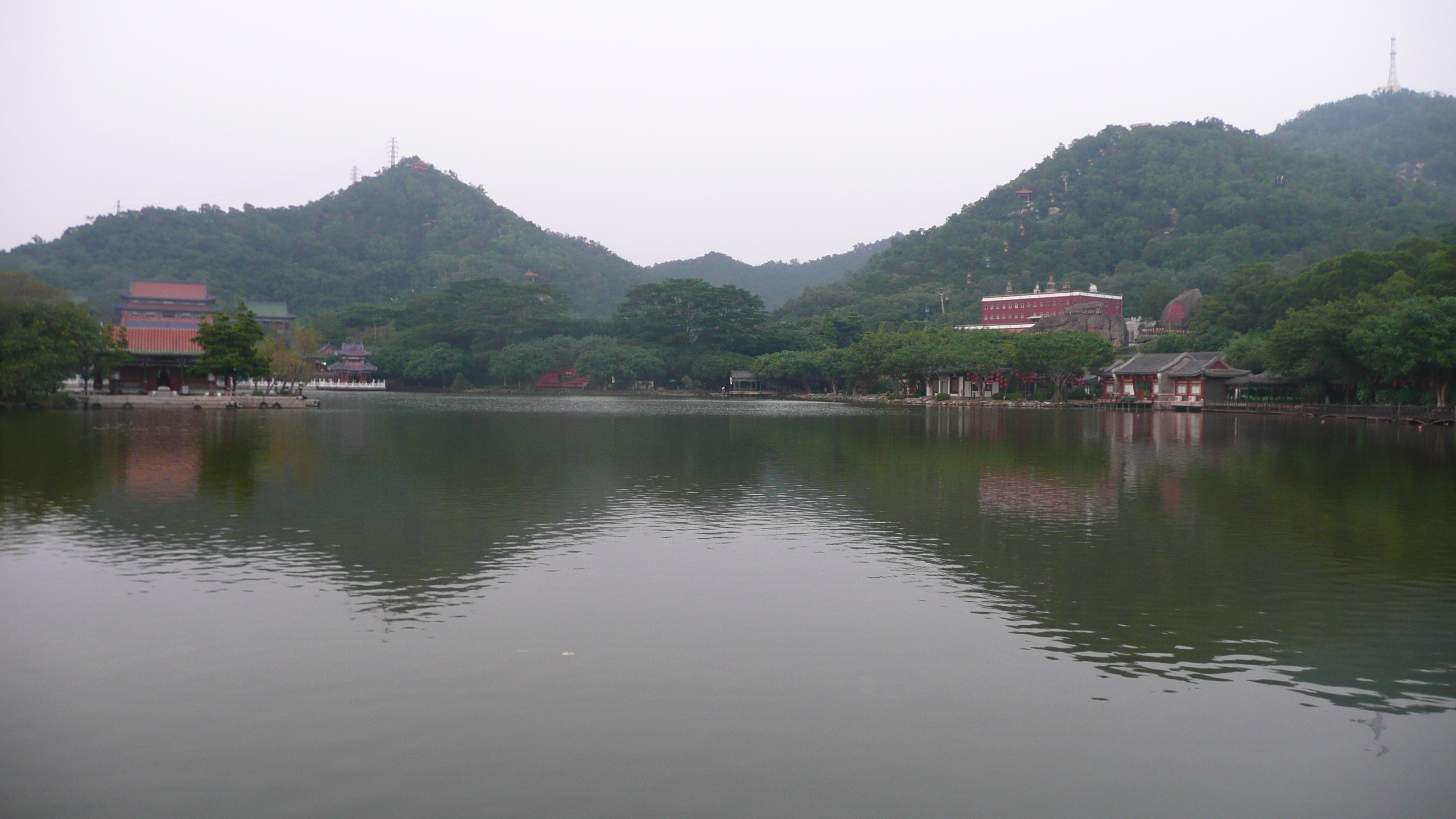
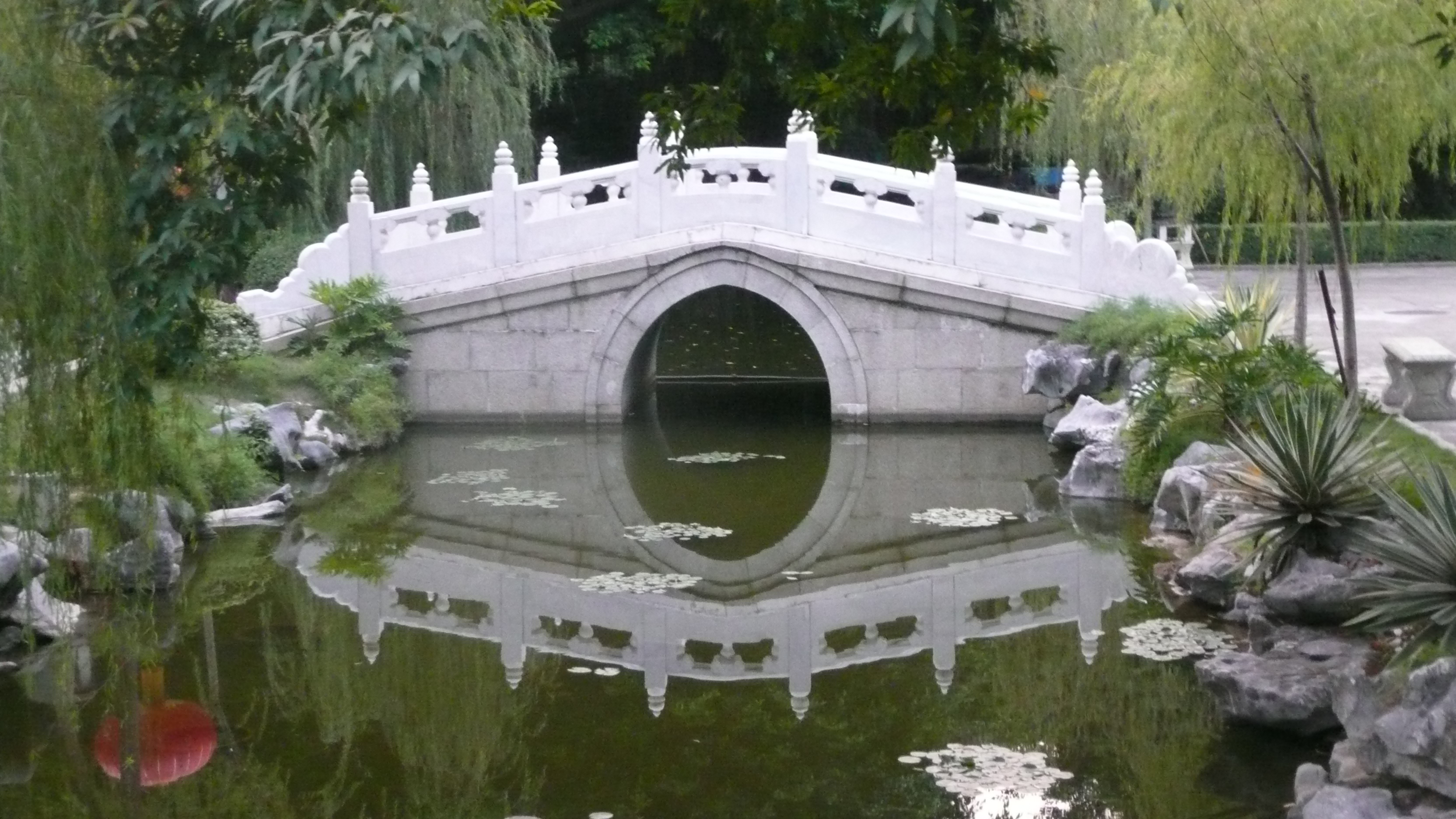
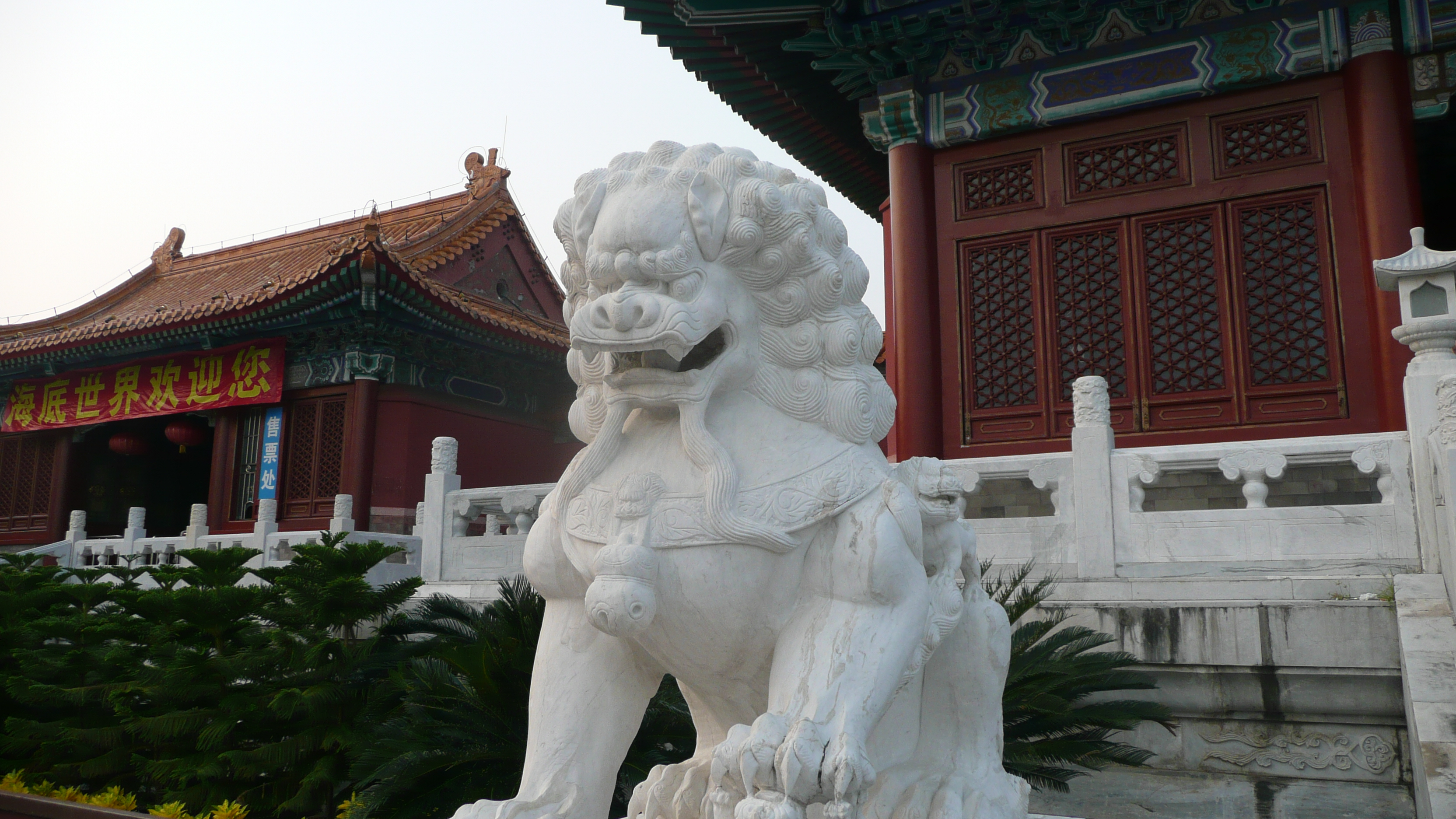